# Nicole Dogué
Nicole Dogué est une actrice française de théâtre et de cinéma ainsi qu'une metteuse en scène.

## Biographie
Nicole Dogué est originaire de la Martinique. Elle étudie le théâtre à Paris au École nationale supérieure des arts et techniques du théâtre (ENSATT) en 1980 avant d'intégrer le Conservatoire national supérieur d'art dramatique de 1982 à 1985 dans la classe de Claude Régy.
En 2019, elle réalise sa première mise en scène avec la pièce L'Histoire de Stéphanie Saint Clair, adaptée par Isabelle Kancel de la biographie romancée Madame Saint-Clair, reine de harlem (2015) de Raphaël Confiant décrivant la vie de Stéphanie St. Clair, qui est présentée au théâtre du Petit Louvre pendant le festival d'Avignon puis au théâtre de Vitry-sur-Seine.

## Filmographie

### Cinéma
- 1987 : Black de Christian Lara : Fanny
- 1991 : Transit de René Allio : Claudine
- 1998 : Alissa de Didier Goldschmidt : Nathalie
- 2004 : Biguine de Guy Deslauriers :
- 2009 : 35 rhums de Claire Denis : Gabrielle
- 2013 : Les Salauds de Claire Denis : L'inspectrice de police
- 2013 : Le Chagrin des ogresses (court métrage) de Myriam Muller : voix
- 2014 : Bird People de Pascale Ferran : la femme au vestiaire à l'hôtel
- 2015 : Seulement l'inconnu (court métrage) d'Anne-Lise Maurice
- 2016 : Tout de suite maintenant de Pascal Bonitzer : Ezilie, l'employée des Barsac
- 2017 : Lorraine ne sait pas chanter (court métrage) d'Anna Marmiesse : la thérapeute

### Télévision
- 2009 : Moloch Tropical (téléfilm) de Raoul Peck : Anne Labuche
- 2009-2010 : Enquêtes réservées (série télévisée), 7 épisodes : Julie Saint Mathieu
- 2011 : Qui sème le vent (téléfilm) de Frédéric Garson : Maryse
- 2014 : Origines (série télévisée), épisode 3 L'Île aux trésors de Jérôme Navarro : Rose Lahoussaye
- 2019 : Plus belle la vie (série télévisée) : Michelle Riva, la mère de Gabriel

## Doublage

### Cinéma

#### Films
- 2002 : Chicago : Matron « Mama » Morton (Queen Latifah)
- 2007 : Je crois que j'aime ma femme : Brenda Cooper (Gina Torres)
- 2021 : Un papa hors pair : Anna (Thedra Porter)
- 2024 : Drive-Away Dolls : Tante Ellis (Connie Jackson)
- 2025 : Bridget Jones : Folle de lui : Talitha (Josette Simon)

#### Films d'animation
- 2023 : Ruby, l'ado Kraken : Grand-maman

### Télévision

#### Téléfilms
- 2006 : Le Baby-sitter : Barbara Leaf (Catherine Lough Haggquist)

#### Séries télévisées
- 2016 : Blindspot : Donna Hollaran / Alexandra Harrison (Eisa Davis)
- 2016 : 22.11.63 : Mimi Corcoran (Tonya Pinkins)
- 2018 : Blindspot : Kira Evan (Gloria Reuben)
- 2021 : Les Enquêtes de Vera : Darlene Houghton (Caroline Lee-Johnson (en)) (saison 11, épisode 2)
- 2024 : Bad Monkey : Ya-Ya (L. Scott Caldwell)
- 2024 : Blood Legacy (en) : Madlamini Ndlovu (Connie Chiume)

#### Séries d'animation
- 2024 : Iwájú : Mme Usman

## Théâtre
- 2015 : Une liaison pornographique de Philippe Blasband, mise en scène Marja-Leena Junker, Théâtre du Centaure